# Enric Auquer
Enric Auquer Sardà (Verges, Bajo Ampurdán, Gerona, 28 de agosto de 1988) es un actor español, ganador del Premio Goya al mejor actor revelación por su interpretación en la película Quien a hierro mata (2019). También es conocido por su participación en la serie Sky Rojo (2021).

## Biografía
Su relación con la interpretación comenzó en 2008, cuando su madre le animó a apuntarse a una escuela de teatro en Barcelona, después de tener una adolescencia complicada como niño hiperactivo. El efecto del teatro fue muy positivo, según manifestó: «Fue la primera vez que sentí que se me daba bien algo. La interpretación me sanó muchísimo».

## Trayectoria profesional
Su primer papel lo interpretó en 2009 en la película Dieta mediterránea. De allí pasó al teatro y en 2017, comenzó su colaboración en el serial de TV3 Com si fos ahir con el que empezó a ganar popularidad en Cataluña.
En 2019, vivió un gran ascenso en su carrera al interpretar a un joven narco gallego en el largometraje Quien a hierro mata de director Paco Plaza, por la que ha sido multipremiado como mejor actor revelación en los premios Goya, mejor actor de reparto en los premios Feroz y mejor actor secundario de los premios Gaudí. Igualmente, en televisión, se convirtió en uno de los protagonistas de la serie Vida perfecta de Leticia Dolera donde da vida a un joven con discapacidad intelectual que va a ser padre. Su trabajo fue reconocido en 2019 con el premio El Ojo Crítico de Radio Nacional de España de Cine. El fallo del jurado destacó "su versatilidad y su trabajo riguroso, honesto y original -tanto en la interpretación como en el proceso creativo- aportando siempre credibilidad y frescura".
En 2020 se convirtió en uno de los protagonistas de la miniserie La línea invisible donde interpretó al dirigente de Euskadi Ta Askatasuna (ETA) José Antonio Etxebarrieta. Poco después, se anunció su papel principal para la serie original de Netflix Sky Rojo, donde se mantuvo en sus dos primeras temporadas. Regresó al cine en 2022, interpretando un pequeño papel en la cinta Un año, una noche y como protagonista de la película La vida padre con el papel de Mikel Intxausti, un cocinero que se reencuentra con su padre.
En 2023 interpretó a Antoni Benaiges en la película El maestro que prometió el mar, por la que volvió a ser nuevamente multi-premiado, obteniendo nominaciones en los premios Goya, en las Medallas del Círculo de Escritores Cinematográficos, en los premios Feroz y en los Gaudí. Ese mismo año, participó también en la comedia romántica Me he hecho viral.
Regresó a televisión en 2024 con la serie Mano de hierro como Ricardo Manchado. Además, continuó su recorrido en cine con la película de Dani de la Orden Casa en flames.

## Filmografía

### Cine
| Año  | Título                         | Personaje        | Director             |
| ---- | ------------------------------ | ---------------- | -------------------- |
| 2009 | Dieta mediterránea             | Álex adolescente | Joaquín Oristrell    |
| 2013 | Los inocentes                  | Chino            | Carlos Alonso-Ojea   |
| 2015 | Barcelona, noche de invierno   | Tècnic           | Dani de la Orden     |
| 2016 | Ebro, de la cuna a la batalla  | Fermí Quintana   | Roman Parrado        |
| 2017 | Framed                         | Javi             | Marc Martínez Jordán |
| 2019 | La hija de alguien             | Josep            | Marcel Alcántara     |
| 2019 | Quien a hierro mata            | Kike Padín       | Paco Plaza           |
| 2022 | Un año, una noche              | Camarero         | Isaki Lacuesta       |
| 2022 | La vida padre                  | Mikel Intxausti  | Joaquín Mazón        |
| 2023 | Quest                          | Lluc             | Antonina Obrador     |
| 2023 | Me he hecho viral              | Berto            | Jorge Coira          |
| 2023 | El maestro que prometió el mar | Antoni Benaiges  | Patricia Font        |
| 2024 | Mamífera                       | Bruno            | Liliana Torres       |
| 2024 | Casa en flames                 | David Alvarado   | Dani de la Orden     |

### Televisión
| Año       | Título                   | Personaje                 | Notas                                          |
| --------- | ------------------------ | ------------------------- | ---------------------------------------------- |
| 2012–2014 | Kubala, Moreno y Manchón | Oriol                     | Elenco recurrente; 5 episodios                 |
| 2014      | El Crack                 | Extra                     | 1 episodio                                     |
| 2015      | Cuéntame cómo pasó       | Jordi                     | 1 episodio                                     |
| 2016      | Cites                    | Bernat                    | 2 episodios                                    |
| 2017–2019 | Com si fos ahir          | Eloi                      | Elenco recurrente; 23 episodios                |
| 2019–2021 | Vida perfecta            | Gari                      | 8 episodios (recurrente)                       |
| 2020      | La línea invisible       | José Antonio Etxebarrieta | Elenco principal (miniserie)                   |
| 2021      | Sky Rojo                 | Christian Expósito        | Elenco principal (temporada 1-2); 16 episodios |
| 2023      | Esto no es Suecia        | Pablo                     | 3 episodios                                    |
| 2024      | Mano de hierro           | Ricardo Manchado          | Elenco principal; 8 episodios                  |

## Teatro
- In Memoriam – Dir. Lluís Pasqual. Teatro Lliure y Teatro María Guerrero.
- Nit de Reis – Dir. Pau Carrió. Teatro Lliure.
- Natale in casa Cupiello – Dir. Oriol Brogi. Biblioteca Nacional de Cataluña.
- Sacrificios de Iban Valero.
- Titus Andrònic – Dir. Marc Angelet.
- Pervertimento – Dir. Xicu Masó.
- Tonio, el poeta – Dir. Oriol Brogi.
- Teatro sin animales – Dir. Thomas Sauerteig.
- Titus Andronicus – Dir. Pep Gatell. La Fura dels Baus.

## Premios y nominaciones
| Año  | Categoría                                   | Trabajo nominado               | Resultado | Ref.   |
| ---- | ------------------------------------------- | ------------------------------ | --------- | ------ |
| 2020 | Mejor actor revelación                      | Quien a hierro mata            | Ganador   | [ 17 ] |
| 2024 | Mejor interpretación masculina protagonista | El maestro que prometió el mar | Nominado  | [ 18 ] |
| 2025 | Mejor interpretación masculina de reparto   | Casa en llamas                 | Nominado  | [ 19 ] |

| Año  | Categoría                                   | Trabajo nominado               | Resultado | Ref.   |
| ---- | ------------------------------------------- | ------------------------------ | --------- | ------ |
| 2020 | Mejor actor revelación                      | Quien a hierro mata            | Ganador   | [ 20 ] |
| 2024 | Mejor interpretación masculina protagonista | El maestro que prometió el mar | Nominado  | [ 21 ] |
| 2025 | Mejor actor secundario                      | Casa en llamas                 | Nominado  | [ 22 ] |

| Año  | Categoría                            | Trabajo nominado    | Resultado | Ref.   |
| ---- | ------------------------------------ | ------------------- | --------- | ------ |
| 2020 | Mejor actor revelación               | Quien a hierro mata | Nominado  | [ 23 ] |
| 2020 | Mejor actor secundario de televisión | Vida perfecta       | Nominado  | [ 23 ] |

| Año  | Categoría                           | Trabajo nominado               | Resultado | Ref.   |
| ---- | ----------------------------------- | ------------------------------ | --------- | ------ |
| 2020 | Mejor actor de reparto              | Quien a hierro mata            | Ganador   | [ 24 ] |
| 2020 | Mejor actor de reparto de una serie | Vida perfecta                  | Ganador   | [ 24 ] |
| 2022 | Mejor actor de reparto en una serie | Vida perfecta                  | Ganador   | [ 25 ] |
| 2024 | Mejor actor protagonista            | El maestro que prometió el mar | Nominado  | [ 26 ] |
| 2025 | Mejor actor de reparto              | Casa en llamas                 | Nominado  | [ 27 ] |

| Año  | Categoría                             | Trabajo nominado | Resultado | Ref.   |
| ---- | ------------------------------------- | ---------------- | --------- | ------ |
| 2020 | Mejor intérprete masculino en ficción | Vida perfecta    | Ganador   | [ 28 ] |

| Año  | Categoría                 | Trabajo nominado  | Resultado | Ref.   |
| ---- | ------------------------- | ----------------- | --------- | ------ |
| 2020 | Mejor actor de televisión | Vida perfecta     | Nominado  | [ 29 ] |
| 2025 | Mejor actor de teatro     | El día del Watusi | Pendiente | [ 30 ] |

| Año  | Categoría                | Trabajo nominado               | Resultado | Ref.   |
| ---- | ------------------------ | ------------------------------ | --------- | ------ |
| 2020 | Mejor actor secundario   | Quien a hierro mata            | Ganador   | [ 31 ] |
| 2023 | Mejor actor secundario   | Un año, una noche              | Nominado  | [ 32 ] |
| 2024 | Mejor actor protagonista | El maestro que prometió el mar | Nominado  | [ 33 ] |
| 2025 | Mejor actor secundario   | Casa en flames                 | Ganador   | [ 34 ] |

| Año  | Categoría                                          | Trabajo nominado | Resultado | Ref.   |
| ---- | -------------------------------------------------- | ---------------- | --------- | ------ |
| 2021 | Biznaga de Plata al mejor actor de un cortometraje | Fuga             | Ganador   | [ 35 ] |